# 음성 청결 고추 축제
음성 청결 고추 축제는 매년 9월에 충북 음성군에서 열리는 축제이다.

## 개요
1982년부터 개최됐다. 설성문화제와 함께 개최된다. 고추요정 및 미스터고추 선발대회, 불꽃놀이, 군민노래자랑 등의 전야제 행사와 가장행렬, 성화봉송, 시범행사, 민속놀이, 체육대회 등 행사가 함께 열린다. 2009년부터는 고추요정 선발대회 대신 음성청결고추 아줌마 선발대회가 열리고 있다.

## 기타
- 영화 그녀를 믿지 마세요에도 음성 청결 고추 축제가 등장한다.